# Abdirahman Mohamed Abdullahi

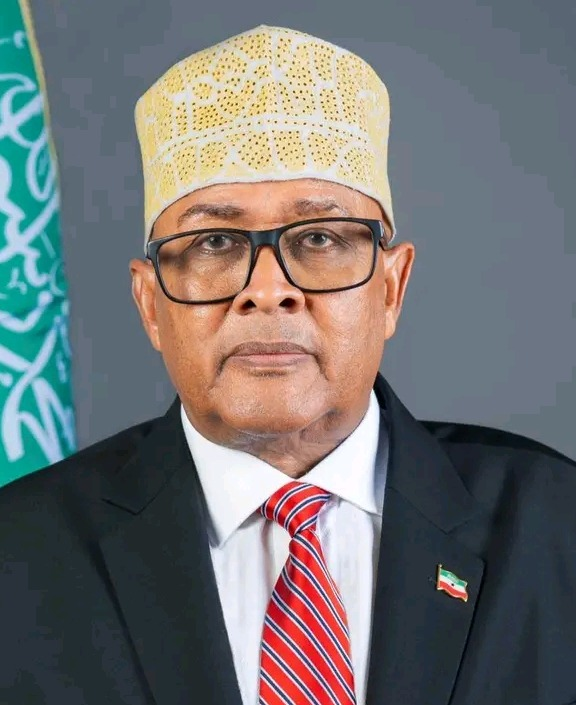
Abdirahman Mohamed Abdullahi (2024)

Abdirahman Mohamed Abdullahi (somalisch Cabdiraxmaan Maxamed Cabdillaahi Cirro; arabisch محمد عبد الله; * 24. April 1956 in Hargeysa, Britisch-Somaliland), umgangssprachlich Irro (somalisch: Cirro), ist ein somalischer Politiker und Diplomat, der seit dem 12. Dezember 2024 der sechste und derzeitige Präsident der Republik Somaliland ist.

## Laufbahn
Abdullahi wurde in Hargeysa geboren und besuchte eine Schule der Sekundärstufe in der Stadt Sheikh. Er studierte an der American University in Washington D.C. 1981 trat er in den Auswärtigen Dienst Somalias ein. Abdirahman arbeitete in der somalischen Botschaft in der Sowjetunion und wurde dort 1991 kurzzeitig Botschafter. In dieser Funktion unterstützte Abdirahman die vielen somalischen Auswanderer, die Somalia nach Ausbruch des Bürgerkriegs verlassen hatten. Später zog er 1996 nach Finnland zu seiner Familie, die einige Jahre zuvor dorthin gezogen war, und erhielt die finnische Staatsbürgerschaft.
Er kehrte später nach Somalia zurück, wo er 2002 die Gerechtigkeits- und Wohlfahrts-Partei (UCID) gründete. Er wurde 2005 bei den ersten Wahlen in Somaliland seit 1992 als Abgeordneter der UCID ins Repräsentantenhaus von Somaliland gewählt, wo er Sprecher des Hauses wurde. 2010 schied Abdullahi aus der Partei aus und gründete zwei Jahre später die Nationale Partei Somalilands (Waddani). Hinsichtlich einer Unabhängigkeit Somalilands gilt Abdullahi als moderat und spricht sich für Gespräche mit der somalischen Zentralregierung aus.
Abdullahi trat am 13. November 2017 bei den Präsidentschaftswahlen an. Das Ergebnis war ein Sieg für den Kandidaten der Regierungspartei Kulmiye, Muse Bihi Abdi, der 55 % der Stimmen erhielt. Abdirahman erhielt 41 % der Stimmen. Er trat am 13. September 2024 erneut an und besiegte dieses Mal den amtierenden Muse Bihi Abdi mit 64 % der Stimmen. Nach seinem Wahlsieg bekräftigte er seinen Wunsch nach einer internationalen Anerkennung Somalilands. Seine Amtseinführungen erfolgte im Dezember.